# Фузариум бузиновый
Фуза́риум (фуза́рий) бузи́новый (лат. Fusárium sambucínum) — вид грибов-аскомицетов, относящийся к роду фузариум (Fusarium) семейства нектриевые (Nectriaceae). Ранее это название относилось только к анаморфной стадии гриба, а телеоморфа именовалась Gibberélla pulicáris.

## Описание
Колонии на картофельно-декстрозном агаре (PDA) при 20 °C быстро растущие концентрическими зонами, на 5-е сутки до 5 см в диаметре, с обильным воздушным мицелием, шерстистым до войлочного, белого, желтовато-белого, серовато-оранжевого цвета. Реверс желтоватый, коричневато- или серовато-оранжевый, рубиново-красный с коричневыми точками.
Нередко у свежевыделенных культур образуются коричневатые склероции.
Конидиальное спороношение на воздушном мицелии и склероциях, по окраске заметно не отличающееся от мицелия. Конидиеносцы одиночные, затем собранные в спородохии или пионноты, длинные, многоклеточные, разветвлённые. Фиалиды не ветвящиеся, цилиндрические до бочковидных, часто с верхушечным воротничком, 14—18 × 3,8—4,5 мкм. Конидии (макроконидии; при наблюдении на искусственном бедном агаре SNA) серповидные, в основном равные, с укороченной верхушечной клеткой, в основании с ножковидным выростом, при культивировании в темноте преимущественно 5-септированные, 29—33 × 4,5—5,5 мкм, меньшая часть — 3-септированные, 24—27 × 4—4,7 мкм. При культивировании под мягким ультрафиолетом преобладают 3-септированные конидии, более крупные.
Гетероталличный вид. В культуре перитеции редки, в большинстве случаев (при культивировании на картофельно-декстрозном и картофельно-морковном агаре, а также на агаре с овощным соком V8) недоразвитые (созревают только на водяном агаре с веточками шелковицы и, редко, на агаре с соломой пшеницы при инкубировании при температуре 15 °C). Зрелые перитеции фиолетово-чёрные. Аскоспоры в массе светло-золотистые.

### Отличия от близких видов
Определяется по быстрому росту, рубиново-красному, серо-оранжевому или коричнево-оранжевому субстратному мицелию, макроконидиям из спородохиев 5 мкм шириной, отсутствию хламидоспор на 14-е сутки на SNA.

## Экология и значение
Встречается в почве, в качестве сапрофита или слабого паразита различных растений, в том числе деревьев и кустарников, а также пшеницы. Распространён повсеместно.

## Таксономия
Fusarium sambucinum Fuckel, Jahrb. Nassauischen Vereins Naturk. 23-24: 167 (1870), nom. cons..

### Синонимы
- Botryosphaeria pulicaris (Kunze) Ces. & De Not., 1863
- Cucurbitaria pulicaris (Kunze) Quél., 1875
- Fusarium roseum Link, 1809typus, nom. rej.
- Fusarium sulphureum auct.
- Fusarium trichothecioides Wollenw., 1912
- Fusidium roseum (Link) Link, 1816
- Gibberella pulicaris (Kunze) Sacc., 1877
- Gibberella rosea (Link) W.C.Snyder & H.N.Hansen, 1945
- Nectria pulicaris (Kunze) Tul. & C.Tul., 1865
- Sphaeria pulicaris Kunze, 1823